# Bagdarin

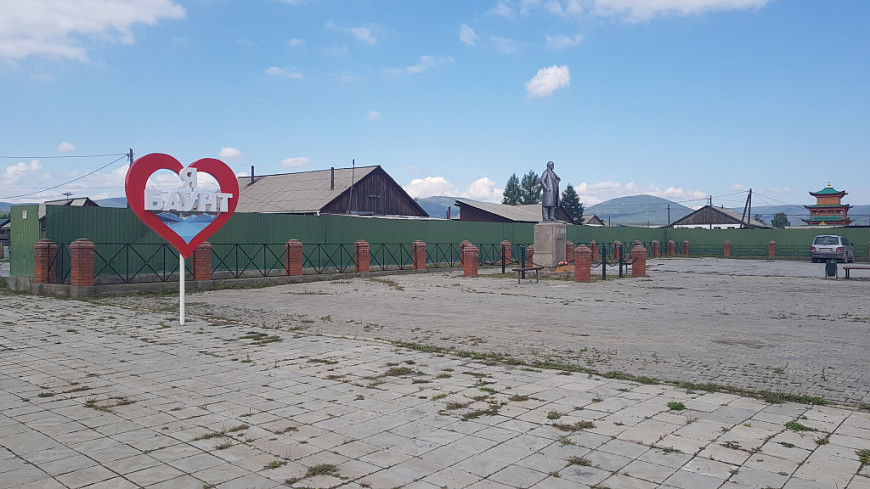
Composición "I love Baunt" en el monumento a Lenin. Bagdarin. Distrito de Bauntovsky, Buriatia

Bagdarin (en ruso: Багдарин) es una localidad de la república de Buriatia, Rusia, localizada sobre la meseta de Vitim. Su población era de 4700 habitantes en el año 2010.
Bagdarin dispone de un aeropuerto.